# Nattskjorta

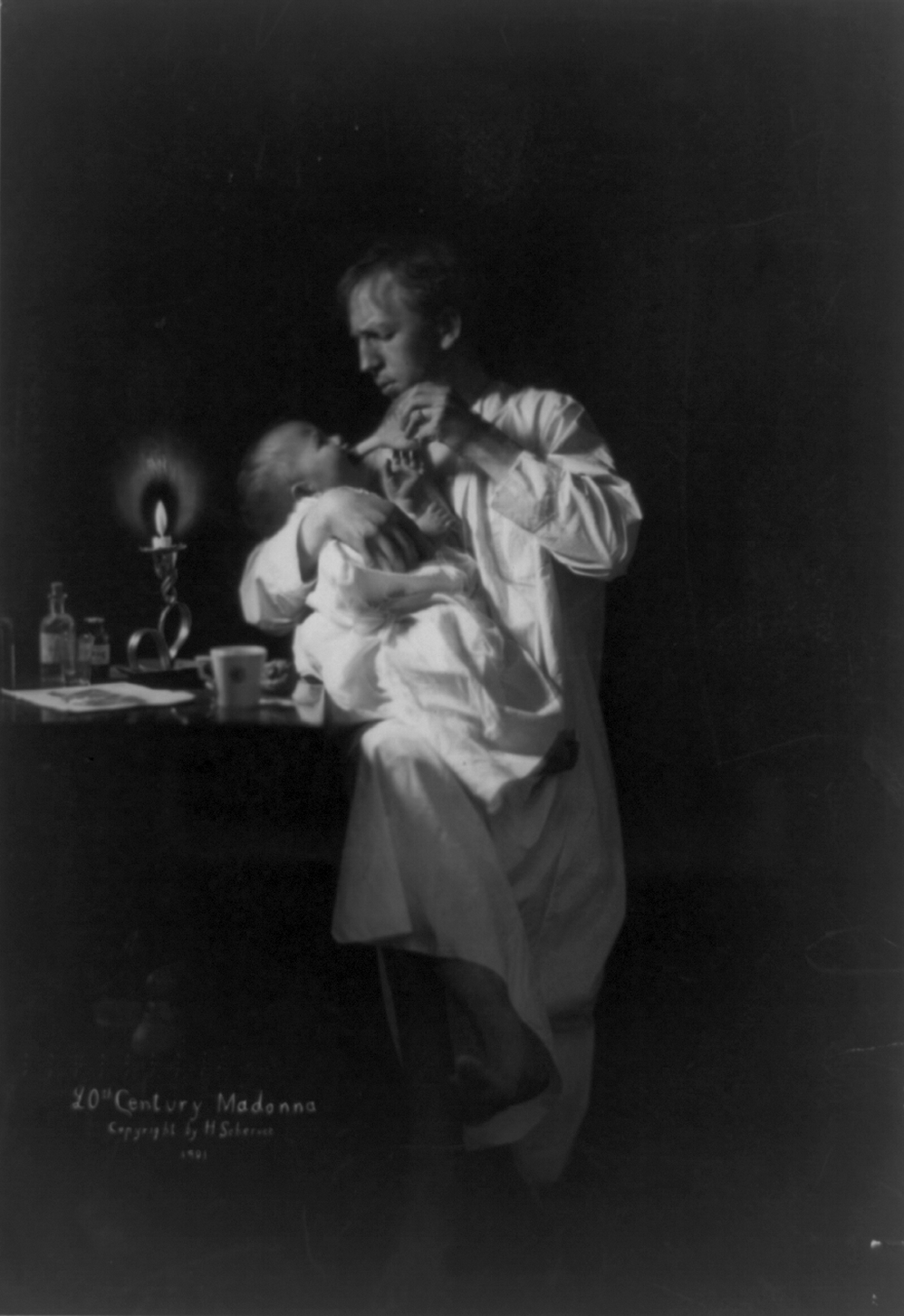
Man i nattskjorta matar ett barn.

Nattskjorta, nattplagg som kan användas av såväl kvinnor som män och barn, men traditionellt syftar på ett manligt plagg.
Traditionellt har underkläderna varit de plagg som man vanligen sovit i, särken för kvinnan och skjortan för mannen.
Särskilda plagg att sova i kom på modet under 1800-talet, nattskjorta för män och nattsärk eller nattlinne förkvinnor och bruket med särskilda nattplagg har sedan dess levt kvar.